# Оме (коммуна)
Оме (итал. Ome) — коммуна в Италии, в провинции Брешиа области Ломбардия.
Население составляет 3100 человек (на 2004 г.), плотность населения составляет 322 чел./км². Занимает площадь 9 км². Почтовый индекс — 25050. Телефонный код — 030.
Покровителем населённого пункта считается святой Стефан Первомученик. Праздник ежегодно празднуется 26 декабря.